# Pierre Leduc
Pierre Leduc ou Le Duc (né à Paris, le 17 février 1755 – mort à Bordeaux, le 18 octobre 1826) est un violoniste et éditeur de musique parisien, actif de 1775 à 1811.

## Biographie
Pierre Leduc est le frère cadet du violoniste et compositeur Simon Le Duc (né en 1742) et lui aussi violoniste. Il a étudié avec son frère et son répertoire est essentiellement constitué des œuvres de Simon. Il est présenté au Concert Spirituel au printemps 1770 et est apparu souvent ensuite, avec des critiques favorables ; les frères jouent parfois ensemble, Simon l’ainé laissant volontiers la première partie à Pierre le jeune, ainsi qu’il apparaisse en titre des partitions.
Ses activités d'édition débutent en mars 1775 – à noter que Simon a publié ses œuvres indépendamment. Bien qu'accaparé par son travail d'éditeur, ses activités de violoniste se poursuivent malgré tout au Concert spirituel. En 1776, il épouse la fille de l'éditeur Henry.
En 1782, il acquiert le fonds de l'éditeur Preudhomme puis, en décembre 1784, reprend celui de Louis-Balthazar de La Chevardière. Certaines sources affirment que vers 1781–82, il achète le fonds de Venier, mais incorrectement, puisque Venier est racheté par Charles-Georges Boyer en 1784.

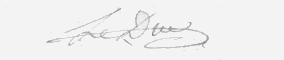
Signature de l'éditeur, sur une partition de Joseph Haydn, la Symphonie en sol majeur, Hob I:92, publiée par Leduc en 1789.

Son catalogue est très varié. Il comprend de la musique chambre et orchestrale sérieuse d'abord, puis une quantité de musique plus légère pour les amateurs courant des années 1790. Les compositeurs comme Antonio Salieri (Les Danaïdes), Luigi Boccherini, Joseph Haydn, figurent à son catalogue.
À la suite d'une malheureuse et brève expérience de fabrication de pianos, proche de la faillite, en mars 1804, il s'installe quelque temps à Hambourg ; mais il reprend son commerce parisien en août 1808. Il semble que ce soit un de ses fils, Auguste Leduc (1779–1823), qui ait assuré l’intérim. À son retour, il travaille en association avec son second fils, Jean-Jacques Leduc (1792–1855), et publie des périodiques musicaux, jusqu'en février 1811, lorsqu'il se retire.
En novembre 1819, il est professeur de musique à Bordeaux, où il meurt, dans la misère, en octobre 1826.
Alphonse Leduc (1804–1868), éditeur de musique dès 1842 lui aussi, n'a aucun lien avec Pierre ou ses fils.